# Bitwa pod Enzheim
Bitwa pod Enzheim – starcie zbrojne, które miało miejsce 4 października 1674 w pobliżu miejscowości Enzheim podczas wojny Francji z Koalicją.
Wspomagająca wojska holenderskie armia cesarska pod wodzą Bournonville'a (36 tysięcy żołnierzy) nad rzeką Bruche oczekiwała na przybycie wojsk brandenburskich. Armia cesarska zajmowała silnie ufortyfikowaną pozycję. Centrum sił Bournonville'a znajdowało się w Enzheim, natomiast na lewym skrzydle większość piechoty i artylerii. Lewe skrzydło było osłonięte lasem. Wódz francuski Turenne (22 tys. żołnierzy) zamierzał pobić Bournonvile'a przed nadejściem wojsk brandenburskich, więc zaatakował umocnione pozycje armii cesarskiej. Bitwa rozpoczęła się natarciem spieszonych dragonów francuskich na lasek osłaniający lewe skrzydło wojsk cesarskich, który po paru godzinach zażartych walk  został opanowany. W tym czasie na lewe skrzydło Francuzów uderzyła jazda cesarska i odrzuciła Turenne'a, jednak dalsze natarcie jazdy cesarskiej zostało powstrzymane ogniem centrum francuskiego. Po nieudanej próbie przełamania centrum wojsk cesarskich Turenne wycofał się w nocy, nie wiedząc, że również przeciwnik opuścił pole bitwy. W bitwie do niewoli francuskiej dostał się austriacki wódz Eneasz Caprara, wkrótce zwolniony.